# Vasil Shkliar
Vasyl Mikolayovich Shkliar (en ucraniano: Василь Миколайович Шкляр; nacido el 10 de junio de 1951 en Hanzhalivka, Raión de Lysianka es un escritor y activista político ucraniano. Es uno de los autores ucranianos contemporáneos más conocidos y leídos. Algunos observadores le han llamado incluso el «padre del bestseller ucraniano».
El Comité del Premio Nacional Shevchenko lo declaró laureado del Premio Shevchenko en 2011.

## Primeros años y educación
Nació en el pueblo de Hanzhalivka, raión de Lysianka (actualmente raión de Zvenyhorodka) del mismo óblast), Óblast de Cherkasy, donde comenzó la escuela. Posteriormente, la familia se trasladó a la ciudad de Zvenyhorodka, donde Shkliar terminó su décimo año de escolaridad con la concesión de una medalla de plata (1968), y posteriormente se matriculó en la facultad de filología de la Universidad de Kiev. Estuvo a punto de ser expulsado porque, durante un semestre de trabajo en una granja colectiva, descubrió una granada entre unas patatas y la arrojó al fuego que él mismo había encendido en un intento equivocado de neutralizar el explosivo que contenía (este episodio aparece ficcionado en uno de sus relatos Z Storonoju Doshchyk Ide). Posteriormente, se licenció en la Universidad Estatal de Ereván en 1972.

## Carrera profesional
Trabajó en la prensa hasta 1986, antes de emprender su carrera como autor de ficción.
Ha escrito y publicado más de diez libros, entre ellos las novelas Tin Sovy y Nostalhia (Nostalgia), junto con colecciones de novelas y relatos cortos como Snih y Zhyvytsya.
Es miembro de la Unión de Autores Ucranianos desde 1978 y de la Asociación de Autores Ucranianos desde 1999.
Entre 1988 y 1999 se dedicó al periodismo político y trabajó en diversos «puntos calientes». Esta experiencia, en particular los detalles de la operación para salvar a la familia del general Dudayev tras su asesinato, fue recreada en la novela Elemental. En 1991 se convirtió en miembro de la dirección del Partido Republicano Ucraniano y fue su secretario de prensa hasta 1998.
Su popularidad como escritor comenzó con la publicación de la novela Klyuch (1999), que obtuvo algunos premios. Fue la primera obra del autor tras una larga pausa en su labor creativa que comenzó en 1990. El propio Shkliar explica la pausa en su carrera como escritor diciendo: «Ocurrió como señal de un duro cambio que marcó una época». La novela fue escrita en 1998, después de que el autor fuera reanimado y comenzara a trabajar en el texto en el hospital, y ha sido publicada en repetidas ocasiones en Ucrania (en 2009 había sido publicada en 12 ocasiones distintas) y en el extranjero (ha sido traducida al sueco, al ruso y al armenio).
Entre 200 y 2004 fue redactor jefe de la editorial Dnipro.
Habla armenio con fluidez y traduce del armenio y del griego contemporáneo al ucraniano. Su traducción de Tarás Bulba de Nikolai Gogol, basada en la primera edición de 1835, provocó una inusual reacción de la Embajada rusa. Al utilizar Shkliar el texto original, se omitieron las modificaciones introducidas posteriormente por Gogol, que convirtieron el libro de un texto proucraniano a uno zarista, debido a una mezcla de presión crítica rusa e incentivos financieros. El embajador ruso en Ucrania, Víktor Chernomyrdin, criticó posteriormente a Shkliar por este trabajo. En 2011 Shkliar fue miembro del jurado del concurso literario «Iune Slovо». A finales de 2011, Vasil Shkliar creó la fundación benéfica internacional «Fundación Vasil Shkliar “República de Jolodnoyarsk” (en ucraniano: Фонд Василя Шкляра „Холодноярська Республіка“), cuyo objetivo principal es la actividad benéfica en apoyo del desarrollo de la cinematografía ucraniana. Esto incluye la ayuda a la creación, distribución y popularización de una película y la posible versión televisiva posterior basada en la novela de Shkliar Cuervo (en ucraniano: Чорний Ворон, romanizado: Chornyi Voron).

### La novelaCuervo
La novela de Shkliar Chornyi Voron (sobre Vasil Chuchupak y su República de Jolodnoyarsk) resonó con fuerza en la sociedad ucraniana contemporánea. El libro fue publicado a finales de 2009 por la editorial Yaroslavskyi val (Kiev) y, prácticamente al mismo tiempo, por la editorial Klub simeynoho dozvillya (Járkov) con el nombre de Zalyshenets. El interés por el libro se vio inflado por la publicación en prensa de un extracto. En julio de 2011 se publicó una versión en audiolibro de Zalyshenets en la editorial Mystetska Ahentsiya Nash Format. El libro fue narrado por Petro Boyko, un destacado locutor de radio ucraniano, sacerdote y activista cultural.
La novela recrea una de las páginas más dramáticas y, al mismo tiempo, más censuradas de la historia ucraniana, la lucha emprendida por los insurgentes armados contra el ejército bolchevique de ocupación en la década de 1920. Inmediatamente después de la publicación de la novela aparecieron varias reseñas y se pronunció un discurso sobre el libro desde la tribuna del Parlamento de Ucrania por el conocido autor y diputado ucraniano Volodymyr Yavorivskyi.
El libro fue traducido al inglés por Steve Komarnyckyj y Susie Speight, de Kalyna Language Press, y publicado con el título Raven por Aventura ebooks.

### Otras obras
- Pershyi snih (1977)
- Zhyvytsya (1982)
- Pralis (1986)
- Nostalhiya (1989)
- Tin Sovy (1990)
- Kliuch (1999)
- Elemental (2001)
- Krov kazhana (2003)
- El Decamerón (traducción al ucraniano de la obra clásica de Bocaccio) (2006)
- Repetytsiya satany (2006)
- Chereshni v zhyti
- Raven (o Zalyshents/ Chornyi Voron en ucraniano (2009) (traducido al inglés por Steve Komarnyckyj y Susie Speight de Kalyna Language Press en 2012)
- Marusia (2014)

## Premios
- 1995 - "Zolote Pero", de la Unión de Periodistas Ucranianos
- 1999 - "Zolotyi Babaj", a la novela más aguda por "Klyuch
- 2001 - "Koronatsiya slova", primer premio en la categoría de novela por "Elemental".
- 2003 - "Spiral stolit", premio internacional para obras del género fantástico. Shkliar recibió el premio a la mejor fantasía en lengua ucraniana por "Klyuch"[5].
- 2011 - El Premio Nacional Taras Shevchenko de Ucrania, por la novela ""Zalyshenets. Chornyi Voron" (Comité del Premio Nacional Taras Shevchenko de Ucrania El Premio Nacional Taras Shevchenko le fue concedido a Shkliar a mediados de febrero de 2011. El 4 de marzo de 2011, Shkliar escribió al presidente de Ucrania, Víktor Yanukóvich, en la que le pedía que "tenga en cuenta en su orden relativa a la concesión del Premio Shevchenko mi petición de que mi concesión se aplace hasta que el ucranófobo Dmytro Tabachnyk deje de estar en el poder"."[12] En el decreto presidencial publicado poco después, N.º 275/2011 de 4 de marzo de 2011 "Sobre la adjudicación de la Premier Nacional Ucraniana Taras Shevchenko" no se hace referencia a Vasil Shkliar.[13] El destino posterior del premio es aún desconocido.

El 17 de abril de 2011, en Jolodny Yar, Vasil Shkliar recibió el primer Premio Shevchenko del Pueblo. La ceremonia se celebró en el monumento conmemorativo en el lugar de la última batalla librada por el atamán Vasil Chuchupaka.